# Museum Zitadelle

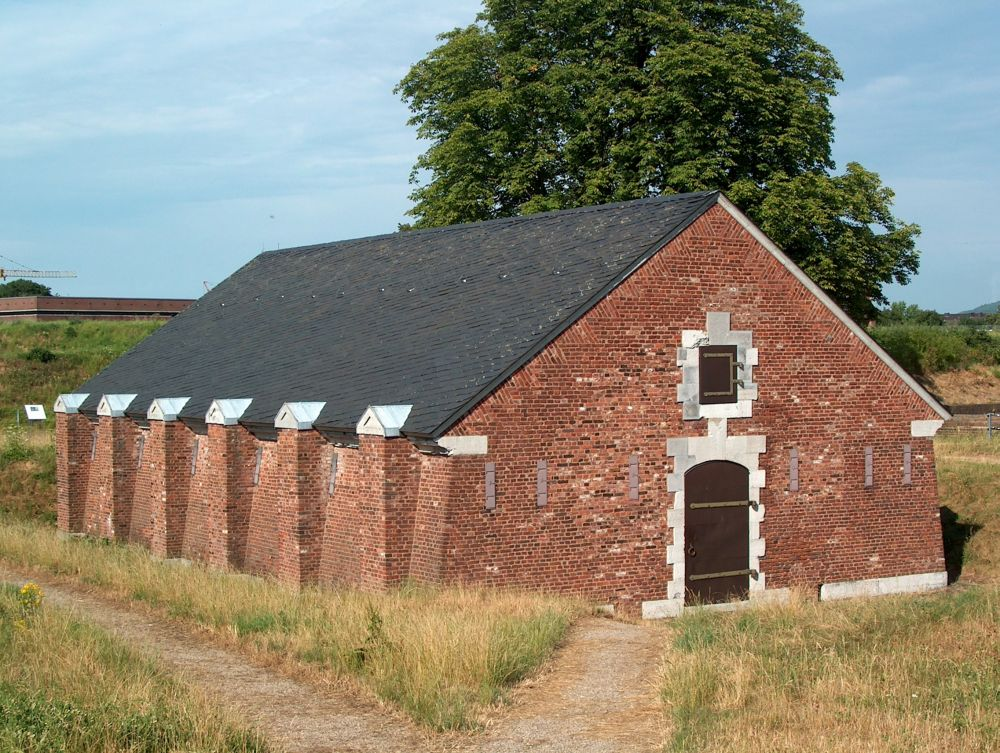
Das Pulvermagazin auf der Bastion St. Johannes

Das Museum Zitadelle befindet sich in Jülich im Kreis Düren, Nordrhein-Westfalen.
Das Museum befindet sich in der Zitadelle Jülich, einer der am besten erhaltenen Festungen der Frühen Neuzeit.
Zu besichtigen sind die Festung selbst und eine Ausstellung über Geschichte der Anlage im 16. Jahrhundert bis zur Aufgabe der Festung im 19. Jahrhundert und die Geschichte des Jülicher Landes. Inszenierungen, wie der Arbeitsplatz des Architekten Alessandro Pasqualini, Präsentation adeliger Tischkultur in der einstigen Schlossküche und die spektakuläre Waffensammlung sind Höhepunkte für die Besucher.
Im Jahre 1998 wurde das Museum eingerichtet, nachdem die dafür vorgesehenen Räume aufwändig renoviert worden sind. Hier ist auch die Sammlung des Künstlers Johann Wilhelm Schirmer untergebracht.